# Marcin Kydryński

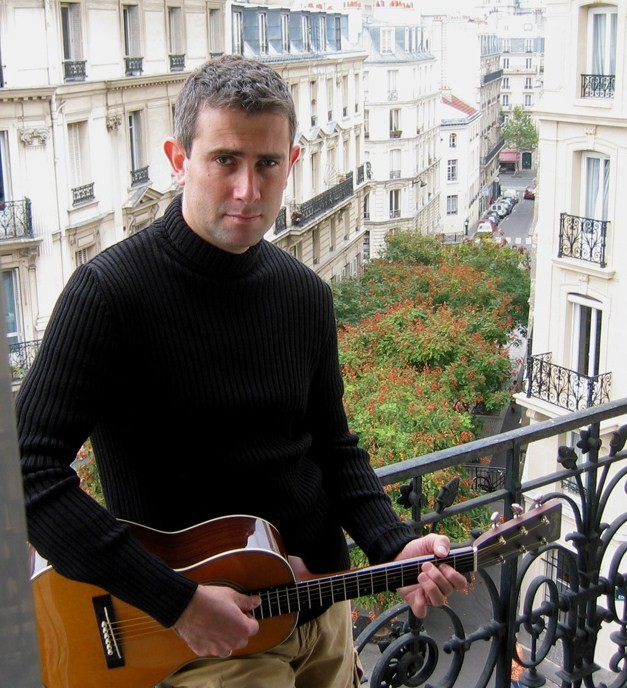
Marcin Kydryński (2009)

Marcin Krzysztof Kydryński (ur. 24 maja 1968 w Warszawie) – polski dziennikarz muzyczny, kompozytor, autor tekstów, producent, podróżnik i fotograf.

## Życiorys
Urodził się 24 maja 1968 w Warszawie, jest synem dziennikarza i konferansjera Lucjana Kydryńskiego oraz piosenkarki Haliny Kunickiej. Został absolwentem Wydziału Wiedzy o Teatrze PWST w Warszawie, broniąc pracy magisterskiej o dziejach musicalu Metro na tle problemów związanych z wystawieniem musicalowych produkcji na Broadwayu, która w 1997 została wydana w formie książki pt. „Metro” na Broadwayu.
W 1988 prowadził koncert „Debiutów” podczas 25. Krajowego Festiwalu Piosenki Polskiej w Opolu oraz i współprowadził 25. Międzynarodowy Festiwal Piosenki w Sopocie. W tym samym roku został redaktorem magazynu „Jazz Forum”, w którym przez kolejne kilka lat publikował m.in. recenzje płyt jazzowych. Jako konferansjer poprowadził także dwa koncerty w ramach Jazz Jamboree. W latach 90. pracował w agencji reklamowej Wojciecha Manna i Krzysztofa Materny oraz został redaktorem muzycznym dziennika „Obserwator”.
W latach 1989–2020 był redaktorem Programu Trzeciego Polskiego Radia, w którym prowadził nocne audycje jazzowe Trzy kwadranse jazzu, Około północy w latach 1989–2007 oraz audycję Siesta w latach 2001–2020. Był członkiem Akademii Muzycznej Trójki. W maju 2020 zrezygnował z pracy w Trójce w reakcji na wydarzenia związane z 1998. notowaniem Listy przebojów. Od 12 lipca 2020 prowadzi w internetowym Radiu Nowy Świat audycję  Pora siesty.
W latach 1995–1998 był dyrektorem artystycznym festiwalu Jazz Jamboree. Jest dyrektorem artystycznym Siesta Festival.
Od 2005 przez pewien czas prowadził w TVP program Około północy, w którym prezentował muzykę jazzową.
Jest współautorem tekstów i muzyki części piosenek z repertuaru Anny Marii Jopek. Jest także współproducentem muzycznym kilku płyt artystki, w tym Upojenia (2002, wspólny album Jopek i Pata Metheny’ego) i ID (2007), które w Polsce uzyskały status platynowych płyt. Jest autorem wydawanych od 2005 albumów kompilacyjnych z serii Siesta, z których pięć – Siesta 4 (2009), Siesta 5 (2010), Siesta 7 (2012), Siesta 8 (2013) i Siesta X (2015) – uzyskało w Polsce status platynowych płyt.
Fotografowania uczył się od Tomasza Tomaszewskiego. Za album fotograficzny Pod słońce, w którym umieścił swoje zdjęcia z podróży po Zanzibarze, Etiopii, Kenii, Sudanie i afrykańskich pustyniach, otrzymał w 2000 nagrodę Arkadego Fiedlera. Relacje z 10 lat podróży po Afryce opublikował również w książce pt. Chwila przed zmierzchem. W 2000 jego 30-stronnicowy reportaż z podróży do Afryki został opublikowany w międzynarodowym wydaniu „National Geographic”, a okładkę gazety zdobiło jedno ze zdjęć Kydryńskiego.
31 stycznia 1998 poślubił piosenkarkę Annę Marię Jopek, z którą ma dwóch synów: Franciszka (ur. 1998) i Stanisława (ur. 2000).

## Nagrody i odznaczenia
- We wrześniu 2008 Prezydent Portugalii odznaczył go Orderem Zasługi IV Klasy[15].
- 25 kwietnia 2014, podczas oficjalnej inauguracji czwartej edycji Siesta Festival, Prezydent Miasta Gdańska Paweł Adamowicz wręczył Marcinowi Kydryńskiemu[16] – świętującemu wówczas 25-lecie pracy w Programie III Polskiego Radia – Nagrodę Prezydenta Miasta Gdańska w Dziedzinie Kultury „z okazji 25-lecia obecności na antenie radiowej Trójki, a w szczególności za Siesta Festival”[17].

## Dorobek książkowy
- Metro na Broadwayu: upadek jest formą lotu, wyd. Wydawnictwa Muzyczne i Nutowe, 1995 – historia musicalu Metro, praca dyplomowa Marcina Kydryńskiego z 1993 roku
- Chwila przed zmierzchem, wyd. Prószyński i S-ka, 1995 – reportaż literacki
- Pod słońce, wyd. Twój Styl, 1999 – album fotograficzny, przedmowę napisał Tomasz Tomaszewski
- Dwa serduszka cztery oczy, wyd. Universal Music Polska, 2008 – album fotograficzny z komentarzami do utworów w wykonaniu Anny Marii Jopek, załączony do jej 3-płytowej kompilacji o tym samym tytule
- Lustra, wyd. Universal Music Polska, 2011 – zdjęcia i komentarze zawarte na 3-płytowej kompilacji albumów Anny Marii Jopek o tym samym tytule
- Muzyka moich ulic. Lizbona[18], wyd. G+J RBA, 2013 – książka w gatunku eseju-szkicu, ISBN 978-83-7945-777-9
- Biel. Notatki z Afryki, wyd. Edipresse Książki, 2016, ISBN 9788379452583
- Dal. Listy z Afryki minionej, wyd. Edipresse Książki, 2020
- O wschodzie, wyd. Świat Książki, 2022

## Kontrowersje wokółChwili przed zmierzchem
W maju 2010 użytkowniczka portalu Feminoteka opublikowała fragmenty książki w celu wzbudzenia nad nią dyskusji w kontekście „postkolonializmu, orientalizmu czy rasizmu”. W listopadzie tego samego roku na portalu Afryka.org pojawiła się szersza recenzja książki, której autorka stwierdziła, że w książce znajdują się fragmenty nacechowane rasizmem, seksizmem, a także pedofilią. Temat kontrowersji wokół książki odżył w lutym 2011. Kydryński wówczas wydał oświadczenie, w którym napisał m.in.: „Kiedy książka wyszła, recenzowano ją, opisywano, czytano w radiowej Trójce, nikt nie obruszył się na te fragmenty, które dziś – całkowicie odarte z kontekstu – budzą takie zainteresowanie”.